# JPEG XR
JPEG XR (Abk. für JPEG extended range) ist ein erstmals 2009 veröffentlichter Standard zur Bildkompression, der auf Technologien beruht, die ursprünglich von Microsoft unter dem Namen HD Photo (früher Windows Media Photo) entwickelt und patentiert wurden. JPEG XR unterstützt sowohl verlustbehaftete als auch verlustfreie Kompression, eine Vielzahl von Farbräumen und Kodiertechniken, sowie Alphakanäle und zusätzliche Metadaten. Alle Daten werden in einem TIFF-ähnlichen Container vereint.

## Geschichte
Nachdem Digitalfotografie Anfang des Jahrtausends zunehmend selbstverständlich wurde, verstärkte sich der Bedarf nach einem geeigneten Grafikformat. Das bei weitem verbreitetste Format ist JFIF (JPEG), technisch fortschrittlichere Lösungen wie JPEG 2000 konnten sich im Markt bisher nicht durchsetzen. Windows Media Photo wurde erstmals im Mai 2006 auf der von Microsoft veranstalteten Konferenz WinHEC vorgestellt.
Das Format wurde schließlich mit Windows Vista eingeführt. Im November 2006 wurde das Format in HD Photo umbenannt. Im März 2007 wurde bekannt, dass Microsoft plant, HD Photo standardisieren zu lassen. Mit Ende Juli 2007 gaben Microsoft und die Joint Photographic Experts Group die Einleitung des Standardisierungsprozesses unter dem Namen JPEG XR bekannt. Mitte März 2009 wurde JPEG XR als ITU-T Recommendation T.832 angenommen, im Juni desselben Jahres als ISO/IEC 29199-2 standardisiert.

## Eigenschaften
JPEG XR basiert auf einem Block-Codec und der Hadamard-Transformation. Hierbei wird das Bild zunächst in 4x4 Pixel große Blöcke unterteilt und diese mit der verlustlosen Hadamard-Transformation korreliert, einer Ganzzahl-Transformation, die in diesem Zusammenhang auch als „Photo Core Transformation“ (PCT) bezeichnet wird und ähnlich wie die bei JPEG verwendete diskrete Kosinustransformation (DCT) arbeitet. Optional kann noch eine zweite 4x4-Transformation nachgeschaltet werden, die auf Blöcken arbeitet, die um zwei Pixel in der Diagonalen verschoben sind. Diese „Photo Overlap Transformation“ (POT) vermeidet Blockartefakte. Die Ausgabe dieser ersten Filterung sind 15 Hochpässe und ein Tiefpass pro Block.
Die Tiefpasskomponente von jeweils 16 Blöcken wird erneut mit dem gleichen Verfahren gefiltert, wobei auch hier wieder optional eine weitere POT-Filterung zugeschaltet werden kann. Hierbei entstehen pro 16 Blöcke 15 Bandpässe und ein Tiefpass. Diese Anordnung von 16 Blöcken heißt auch Makroblock.
Dem nachgeschaltet erfolgt eine Quantisierung, wobei jedoch alle Hochpässe, alle Bandpässe und der Tiefpass jeweils nur einen gemeinsamen Quantisierer benutzen.
Die Entropiekodierung erfolgt durch einen adaptiven Huffman-Kodierer.
Der mittlere quadratische Fehler bzw. die PSNR von JPEG XR-Bildern liegt bei gleicher Kompressionsrate etwa zwischen JPEG 2000 und JPEG. Die Komplexität von JPEG XR ist etwas höher als die von JPEG, jedoch deutlich niedriger als die von JPEG 2000.
JPEG unterstützt Farbtiefen von 8 und 12 Bit; JPEG XR unterstützt Farbtiefen von bis zu 32 Bit.

## Anwendungsunterstützung
JPEG XR-Dateien werden von keinem Browser außer dem Internet Explorer unterstützt, sie sind daher im Internet nicht verwendbar.
Folgende Anwendungen unterstützen das Format direkt oder über Plugins von Drittherstellern, die JPEG XR-Unterstützung für diese Anwendungen nachreichen:
| Produkt                                | Hersteller                           | Lesen        | Schreiben    |
| -------------------------------------- | ------------------------------------ | ------------ | ------------ |
| Adobe Flash Player 11 / AIR 3          | Adobe                                | Ja           | Ja           |
| Adobe Photoshop                        | Adobe                                | Ja (Plug-in) | Ja (Plug-in) |
| Affinity Designer                      | Serif                                | Ja           | Nein         |
| Affinity Photo                         | Serif                                | Ja           | Nein         |
| Ashampoo Photo Commander               | Ashampoo                             | Ja           | Ja           |
| Corel PaintShop Pro                    | Corel                                | Ja           | Ja           |
| Fast Picture Viewer                    | Axel Rietschin Software Developments | Ja           |              |
| GIMP                                   | Das GIMP-Team                        | Ja (Plug-in) | Ja (Plug-in) |
| ImageMagick                            | ImageMagick Studio LLC               | Ja           | Ja           |
| Internet Explorer 9                    | Microsoft                            | Ja           |              |
| IrfanView                              | Irfan Škiljan                        | Ja (Plug-in) | Nein         |
| Konvertor                              | Logipole Softwares                   | Ja           | Ja           |
| Microsoft Expression Design            | Microsoft                            | Ja           | Ja           |
| Microsoft Expression Media             | Microsoft                            | Ja           | Nein         |
| Microsoft Image Composite Editor       | Microsoft                            | Ja           | Ja           |
| Paint.NET                              | Rick Brewster                        | Ja (Plug-in) | Ja (Plug-in) |
| PhotoLine                              | Computerinsel                        | Ja           | Ja           |
| Quick Look in macOS                    | Apple                                | Ja (Plug-in) |              |
| reaConverter                           | ReaSoft                              | Ja           | Ja           |
| Windows Live Fotogalerie               | Microsoft                            | Ja           | Ja           |
| Windows-Fotoanzeige (ab Windows Vista) | Microsoft                            | Ja           |              |
| Xara Xtreme Pro 4                      | Xara Group Ltd.                      | Ja           | Nein         |
| XnView                                 | Pierre-emmanuel Gougelet             | Ja           | Ja           |
| Zoner Photo Studio                     | Zoner Software                       | Ja           | Ja           |

## Lizenz
Das HD Photo-Format und damit auch der JPEG-XR-Standard enthalten von Microsoft patentierte Techniken. In einem Interview im Januar 2007 erklärte ein Microsoft-Stellvertreter, dass die Spezifikation des HD-Photo-Formats zum Microsoft Open Specification Promise gehören werde, was zur weiten Verbreitung und zur Standardisierung des Formats führen soll. Dies bedeutet, dass Microsoft die Spezifikation kostenlos anbieten und von Klagen wegen Patentverletzungen absehen will. Seit August 2010 wird JPEG XR in der Liste der vom Community Promise abgedeckten Spezifikationen aufgeführt.
Im April 2013 veröffentlichte Microsoft eine quelloffene JPEG-XR-Bibliothek unter der BSD-Lizenz, die im Gegensatz zum „HD Photo Device Porting Kit“ auch kompatibel mit Software ist, die unter einer der gängigen Open-Source-Lizenzen wie der GNU General Public License steht.